# División de Honor femenina de voleibol 2007-08
La Superliga femenina de voleibol de España 2007-08 fue una temporada de la máxima categoría del voleibol femenino español celebrada entre finales del año 2007 y comienzos del 2008.

## Clasificación
| Nombre                        | Sede                                | Región               | Puesto | 2008-2009              |
| ----------------------------- | ----------------------------------- | -------------------- | ------ | ---------------------- |
| C.A.V. Murcia 2005            | Murcia                              | Región de Murcia     | 1º     | Champions              |
| Ícaro Palma                   | Palma de Mallorca                   | Islas Baleares       | 2º     | Champions - renuncia   |
| Spar Tenerife Marichal        | Santa Cruz de Tenerife              | Canarias             | 3º     | Champions - invitación |
| C.V. Albacete                 | Albacete                            | Castilla-La Mancha   | 4º     | Copa CEV               |
| Universidad de Burgos         | Burgos                              | Castilla y León      | 5º     | Copa Challenge         |
| Jamper Aguere                 | La Laguna (Tenerife)                | Canarias             | 6º     |                        |
| Las Palmas Cantur             | Las Palmas de Gran Canaria          | Canarias             | 7º     |                        |
| Voley Sanse Mepaban           | San Sebastián de los Reyes (Madrid) | Comunidad de Madrid  | 8º     |                        |
| Valeriano Alles Menorca Volei | Ciudadela (Menorca)                 | Islas Baleares       | 9º     |                        |
| Bargas Atalia Sarrión PSG     | Toledo                              | Castilla-La Mancha   | 10º    |                        |
| C.V. Benidorm                 | Benidorm (Alicante)                 | Comunidad Valenciana | 11º    | Superliga 2            |
| IBSA Olímpico                 | Las Palmas de Gran Canaria          | Canarias             | 12º    | Superliga 2 - permuta  |

- Datos: Q66793653